# 日出行動
日出行动是納粹德國和美国代表在1945年2至5月间进行的一系列秘密谈判，目的是讓北意大利的德意志國防軍在当地投降。系列谈判中的大部分会议都在瑞士伯尔尼附近地区召开，双方谈判代表是武装党卫队将领卡爾·沃爾夫和美国战略情报局特工艾倫·杜勒斯。苏联方得知秘密会议消息后开始怀疑美方试图和德国单独达成和平协定，约瑟夫·斯大林和富兰克林·德拉诺·罗斯福之间甚至為此展開唇槍舌劍。